# Pura cepa

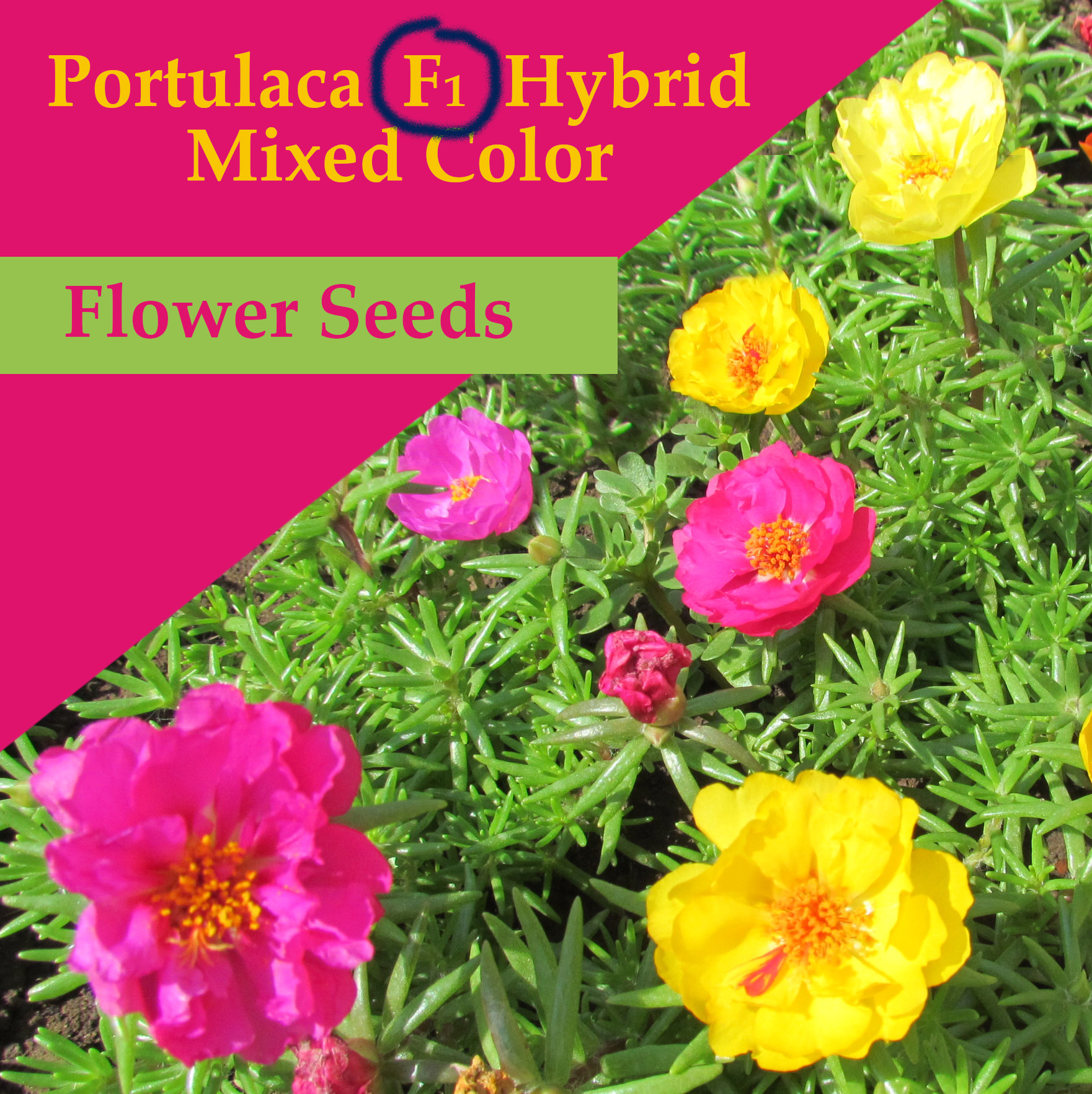
Póster publicitario sobre plantas Pura cepa.

Una pura cepa o raza pura a veces también pedigrí, es un organismo que siempre transmite ciertos rasgos fenotípicos (es decir, rasgos expresados físicamente) a su descendencia durante muchas generaciones. Se entiende un ser vivo como pura cepa para cada rasgo al que esto se aplica, y el término «pura cepa» también se usa para describir rasgos genéticos individuales.
En la genética mendeliana, esto significa que un organismo debe ser homocigoto (cigosidad) para cada rasgo para el cual se considera una pura cepa; es decir, los pares de alelos que expresan un rasgo dado son iguales. En una raza pura, el objetivo es que el organismo se reproduzca transmitiendo los rasgos relevantes de la raza.
La apomixis y la partenogénesis, tipos de reproducción asexual, también dan como resultado una pura cepa, aunque estos organismos generalmente no son homocigotos.

## Ejemplos
Una raza pura de gatos, como el gato siamés, solo produce cachorros con características siamesas porque sus antepasados fueron endogámicos hasta que fueron homocigotos para todos los genes que producen las características físicas y el temperamento asociado con la raza siamesa.
Las razas puras de manzanas no se reproducen a partir de semillas, sino por injerto. Lo mismo para muchos árboles frutales y de otros frutos. Muchas plantas producidas comercialmente para la jardinería son híbridos F1, que si se propagan a partir de semillas producirán híbridos F2 que son bastante diferentes de sus padres; Los híbridos F1, por lo tanto, si se reproducen no producirán puras cepas.